# Thụy Hương (xã)
Thụy Hương là một xã thuộc huyện Chương Mỹ, thành phố Hà Nội, Việt Nam.
Xã Thụy Hương có 7 thôn: Chúc Đồng 1,Chúc Đồng 2, Trung Tiến, Tân Mỹ, Tân An, Phú Bến, Phúc Cầu.